# Nederlandse kampioenschappen schaatsen afstanden 1998 - 3000 meter vrouwen
De 3000 meter vrouwen op de Nederlandse kampioenschappen schaatsen afstanden 1998 werd gereden in december 1997, in ijsstadion Thialf te Heerenveen. Er namen 14 schaatssters deel.
Martine Oosting was titelverdedigster na haar zege tijdens de NK afstanden 1998.

## Statistieken

### Uitslag
| #      | Schaatser         | tijd    |
| ------ | ----------------- | ------- |
| Goud   | Tonny de Jong     | 4.13,11 |
| Zilver | Carla Zijlstra    | 4.13,96 |
| Brons  | Annamarie Thomas  | 4.15,49 |
| 4      | Barbara de Loor   | 4.17,14 |
| 5      | Renate Groenewold | 4.17,31 |
| 6      | Sandra 't Hart    | 4.19,99 |
| 7      | Martine Oosting   | 4.24,10 |
| 8      | Frijke Schaafsma  | 4.26,40 |
| 9      | Helen van Goozen  | 4.26,81 |
| 10     | Marja Vis         | 4.28,07 |
| 11     | Arien Bosch       | 4.30,46 |
| 12     | Irene Visser      | 4.30,47 |
| 13     | Janka Everts      | 4.31,73 |
| 14     | Marije Gemser     | 4.39,95 |